# یواس‌اس بیگل (۱۸۲۲)
یواس‌اس بیگل (۱۸۲۲) (به انگلیسی: USS Beagle (1822)) یک کشتی بود. این کشتی در سال ۱۸۲۲ ساخته شد.